# Bosasella
Bosasella is een geslacht van kreeftachtigen uit de klasse van de Ostracoda (mosselkreeftjes).

## Soorten
- Bosasella dafnisi Bonaduce, 1985
- Bosasella dubia Jellinek, 1993
- Bosasella elongata (Hu, 1979) Jellinek, 1993 †
- Bosasella gigas Jellinek, 1993
- Bosasella macroloba (Hu, 1981)
- Bosasella maculabrevis Jellinek, 1993
- Bosasella meteor Jellinek, 1993
- Bosasella micoreticulata (Hu, 1981)
- Bosasella parviloba (Hu, 1981)
- Bosasella pitalia (Hu, 1981)
- Bosasella polyclada Hu, 1981
- Bosasella profunda Jellinek, 1993